# NGC 7435
NGC 7435 је спирална галаксија у сазвежђу Пегаз која се налази на NGC листи објеката дубоког неба.
Деклинација објекта је + 26° 8' 20" а ректасцензија 22h 57m 54,4s. Привидна величина (магнитуда) објекта NGC 7435 износи 14,3 а фотографска магнитуда 15,2. NGC 7435 је још познат и под ознакама UGC 12267, MCG 4-54-4, CGCG 475-7, PGC 70116.